# Un killer per Sua Maestà
Un killer per Sua Maestà («Un asesino para Su Majestad» en español, en francés: Le tueur aime les bonbons, en alemán: Zucker für den Mörder) es una película de espías italo-franco-alemana de 1968 dirigida por Maurice Cloche y Federico Chentrens y protagonizada por Kerwin Mathews. Se basa libremente en la novela A coeur ouvert pour face d ange de Adam Saint-Moore.

## Argumento
El rey Faoud, gobernante del país asiático de Kafiristán, se encuentra en Venecia. Mientras cruza la Plaza de San Marcos, el asesino profesional Oscar Snell lo espera con su rifle e intenta dispararle. El intento de asesinato sale mal, pero uno de los compañeros de Faoud es herido de muerte. En Roma, el agente de la CIA Mark Stone es contratado para proteger a Faoud, quien aún no está fuera de peligro, así que el traficante y ladrón Guardino sigue moviendo los hilos en el fondo y pone al asesino Toni tras Stone. Hay una serie de otros intentos de asesinato tanto de Faoud como de Stone, donde se da cuenta de que la única debilidad de Snell es su gusto por lo dulce; deja envoltorios de caramelos en la escena de cada uno de sus crímenes. Cuando se revela que Faoud tiene una enfermedad cardíaca grave y necesita una operación, los asesinos utilizan la oportunadad para nuevamente atentar contra su vida: Snell secuestra a la madre de Silvia, la anestesióloga de la operación (y pareja de Stone) e insta a esta última a matar a Faoud en el hospital, pero la vida de Faoud es salvada de nuevo. Finalmente, a Stone le resulta extraño que los villanos siempre supieran dónde estaba el rey Kafir. Sospecha que su secretaria está confabulada con los asesinos, pero se equivoca. Al final, resulta que un hombre del séquito del rey quería quitarle la vida a Faoud para poder sucederlo en el trono. Al final, Snell es eliminado en un pozo de grava. La escena final tiene lugar nuevamente durante una visita de estado a Venecia, esta vez sin incidentes.

## Reparto
- Kerwin Mathews como Mark Stone.
- Bruno Cremer como Oscar Snell.
- Marilú Tolo como Sylva.
- Venantino Venantini como Costa.
- Ann Smyrner como Veronica.
- Riccardo Garrone como Nicolo.
- Werner Peters como Guardino.
- Gordon Mitchell como Toni.
- Lukas Ammann como Faoud.
- Sieghardt Rupp como Ali.
- Alain Saury como General.
- Elisa Cegani como Miss Boldani.
- Fabienne Dali
- Umberto Raho
- Giuseppe Addobbati